# Mns Manyang
Mns Manyang is een bestuurslaag in het regentschap Pidie Jaya van de provincie Atjeh, Indonesië. Mns Manyang telt 542 inwoners (volkstelling 2010).